# Lachapelle (Somme)
Lachapelle é uma comuna francesa na região administrativa de Altos da França, no departamento de Somme. Estende-se por uma área de 2,51 km². Em 2010 a comuna tinha 90 habitantes (densidade: 35,9 hab./km²).